# Piłka nożna w Czechach
Piłka nożna (cz. Fotbal fɔdbal) jest najpopularniejszym sportem w Czechach. Jej głównym organizatorem na terenie Czech pozostaje Fotbalová asociace České republiky (FAČR).
Czeskie zespoły pięciokrotnie zdobywały Puchar Środkowej Europy (1927, 1935, 1938, 1964, 1989).

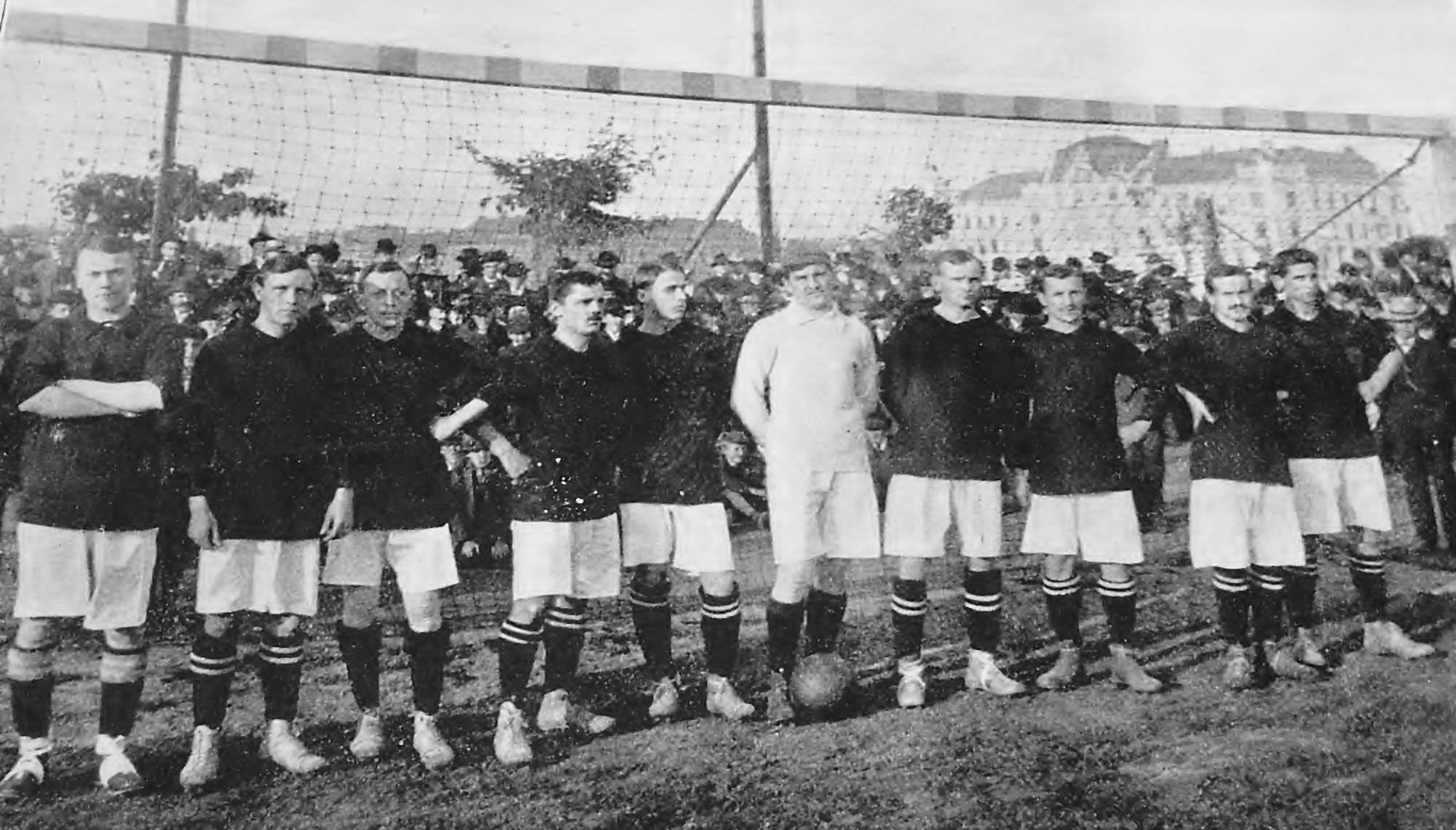
Sparta Praga w 1908 roku.

W 1. czeskiej lidze grają najbardziej znane kluby świata, takie jak Sparta Praga, Slavia Praga i Viktoria Pilzno.

## Historia

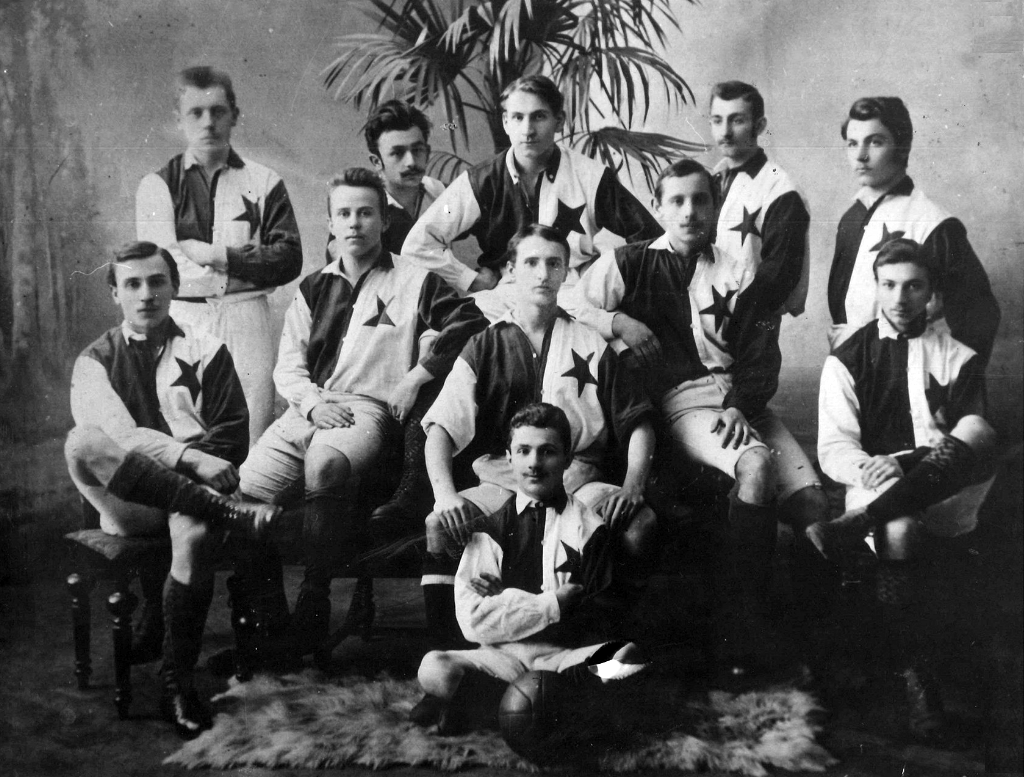
Piłkarze Slavii w 1901 roku

Piłka nożna zaczęła zyskiwać popularność w Czechach pod koniec XIX wieku, a została przywieziona przez społeczność niemiecką i brytyjską. Mówi się, że w 1887 r. fizjolog prof. Hering przywiózł ze swoich podróży angielskiego asystenta, który zapoznał uczniów na ulicy Albertov w tajniki tej gry. Ale nikt nie zna nazwiska tego pioniera. Historycznie pierwszy udokumentowany mecz w Czechach odbył się 29 września 1887 r. w Roudnice na Labem pomiędzy piłkarzami miejscowego AC (Česki Athletic Club) a klubem Sokoly. W 1892 w Pradze powstał pierwszy czeski klub piłkarski SK Slavia Praha oraz następne niemiecki Deutscher FC Prag. W latach 1896–1902 były organizowane Mistrzostwa Czech i Moraw, a od 1903 roku Mistrzostwa Czeskiego Związku Futbolowego (ČSF). Były to rozgrywki regionalne, ponieważ Czechy były pod panowaniem Austro-Węgier. Po rozpadzie Austro-Węgier Czechy razem ze Słowacją 28 października 1918 ogłosiła powstanie Czechosłowacji. Po założeniu czechosłowackiej federacji piłkarskiej – ČSSF (czes. Československý svaz footballový) w 1922 roku (od 1901 funkcjonował czeski ČSF – Český svaz footballový), rozpoczął się proces zorganizowania pierwszych ligowych Mistrzostw Czechosłowacji w sezonie 1925. W latach 1918–1924 nadal były prowadzone Mistrzostwa Czeskiego Związku Futbolowego (ČSF). Od 1925 organizowane mistrzostwa Czechosłowacji, jednak aż do 1933 żaden zespół słowacki nie uczestniczył w mistrzostwach Czechosłowacji. W tym też okresie zespoły słowackie grały we własnej nieoficjalnej lidze. W 1934 po reorganizacji piłkarskich mistrzostw w Asociacni Liga i założeniu krajowej Statni Liga słowackie zespoły wróciły do rozgrywek o mistrzostwo Czechosłowacji.
30 września 1938 roku na mocy układu monachijskiego Niemcy zaanektowały Kraj Sudetów. 16 marca 1939 roku na ziemiach czeskich znajdujących się pod okupacją Trzeciej Rzeszy utworzono Protektorat Czech i Moraw pod przywództwem Emila Háchy. W tym też czasie kluby czeskie organizowały mistrzostwa Czech i Moraw. Mistrzostwa Słowacji zostały zdominowane przez SK Slavia Praga, który w ciągu 6 lat zdobył 4 razy tytuł mistrza i 2 razy wicemistrza.
Wiosną 1945 Czechy wraz z ofensywą wojsk sowieckich wróciły w skład Czechosłowacji, a kluby czeskie po wyzwoleniu kraju od niemieckich wojsk ponownie uczestniczyły w rozgrywkach o mistrzostwo Czechosłowacji w najwyższej lidze, zwanej Státní liga. Były tylko dwie zmiany formatu ligi – w 1948 roku na system wiosna-jesień, a w 1957 roku liga z powrotem wróciła do systemu jesienno-wiosennego, który jest używany w większości krajów europejskich.
1 stycznia 1993 nastąpił pokojowy podział Czechosłowacji na dwa suwerenne państwa.
Rozgrywki zawodowej 1. ligi zainaugurowano w sezonie 1993/94.

## Format rozgrywek ligowych
W obowiązującym systemie ligowym trzy najwyższe klasy rozgrywkowe są ogólnokrajową (1. liga, 2. liga). Na trzecim poziomie są dwie odrębne ligi Česká fotbalová liga i Moravskoslezská fotbalová liga. Dopiero na czwartym poziomie pojawiają się grupy regionalne.

## Puchary
Rozgrywki pucharowe rozgrywane w Czechosłowacji to:
- Puchar Czech (Pohár FAČR),
- Superpuchar Czech (Český Superpohár) – mecz między mistrzem kraju i zdobywcą Pucharu